# Prizzis heder
Prizzis heder (originaltitel: Prizzi's Honor) är en amerikansk film från 1985, regisserad av John Huston.

## Handling
Charley Partenna (Nicholson) arbetar åt maffianfamiljen Prizzi med att skjuta ihjäl folk. Irene Walker (Turner) börjar även hon arbeta som yrkesmördare åt samma familj. De två inleder ett förhållande med varandra. Problem uppstår när de båda får i uppdrag att döda den andre.

## Priser och nomineringar
Anjelica Huston erhöll en Oscar för bästa kvinnliga biroll.
Filmen belönades även med flera Golden Globe Award. John Huston erhöll pris för Bästa regi. Jack Nicholson erhöll pris för Bästa manliga huvudroll. Kathleen Turner erhöll pris för Bästa kvinnliga huvudroll och själva filmen erhöll pris för Bästa film.
Filmen nominerades till ytterligare sju Oscar, bland annat för bästa film, bästa regi och bästa manliga huvudroll. Den nominerade även i ytterligare två Golden Globekategorier.

## Rollista (urval)
- Jack Nicholson - Charley Partanna
- Kathleen Turner - Irene Walker
- Robert Loggia - Eduardo Prizzi
- John Randolph - Angelo 'Pop' Partanna
- William Hickey - Don Corrado Prizzi
- Lee Richardson - Dominic Prizzi
- Michael Lombard - Rosario Filargi 'Finlay'
- Anjelica Huston - Maerose Prizzi
- C.C.H. Pounder - Peaches Altamont
- Stanley Tucci - soldat